# Эсперанса-ду-Сул
Эсперанса-ду-Сул (порт. Esperança do Sul) — муниципалитет в Бразилии, входит в штат Риу-Гранди-ду-Сул. Составная часть мезорегиона Северо-запад штата Риу-Гранди-ду-Сул. Входит в экономико-статистический микрорегион Трес-Пасус. Население составляет 3238 человек на 2006 год. Занимает площадь 148,381 км². Плотность населения — 21,8 чел./км².

## Статистика
- Валовой внутренний продукт на 2003 составляет 37 737 441,00 реалов (данные: Бразильский институт географии и статистики).
- Валовой внутренний продукт на душу населения на 2003 составляет 10 859,70 реала (данные: Бразильский институт географии и статистики).
- Индекс развития человеческого потенциала на 2000 составляет 0,708 (данные: Программа развития ООН).